# Ranunculus pseudocassubicus
Ranunculus pseudocassubicus är en ranunkelväxtart som först beskrevs av Konrad Hermann Christ, och fick sitt nu gällande namn av Konrad Hermann Christ och W. Koch. Ranunculus pseudocassubicus ingår i släktet ranunkler, och familjen ranunkelväxter. Inga underarter finns listade i Catalogue of Life.